# Hylas
Hylas är i den grekiska mytologin en grekisk hjälte. Han var son till Theiodamas, dryopernas kung, och en nymf som var dotter till Orion. Efter att fadern dödats av Herakles togs han av denne till tjänare och väpnare. Herakles förälskade sig senare i den sköne Hylas. Tillsammans ingick i de i gruppen av hjältar, argonauter, som följde Jason på skeppet Argo. När argonauterna kom till Mysien gick han för att hämta sötvatten. Vid källan stötte han på najader som förälskat sig i honom och lockade honom ner i vattnet. De antika källorna är oeniga om han där dränktes eller om han stannade kvar hos najaderna. Herakles, tillsammans med Polyfemos, sökte under lång tid utan framgång efter Hylas och Jason och de andra argonauterna avseglade utan dem. 
Ett rituellt sökande efter Hylas pågick som lokal mysisk kult ända in i senklassisk tid. "Hylas och nymferna" är ett vanligt motiv i konsten från antiken och fram till våra dagar. Till exempel finns väggmålningar i Herculaneum och Pompeji med motivet. Berömd är även John William Waterhouse oljemålning Hylas och nymferna från 1896.       

## Bildgalleri

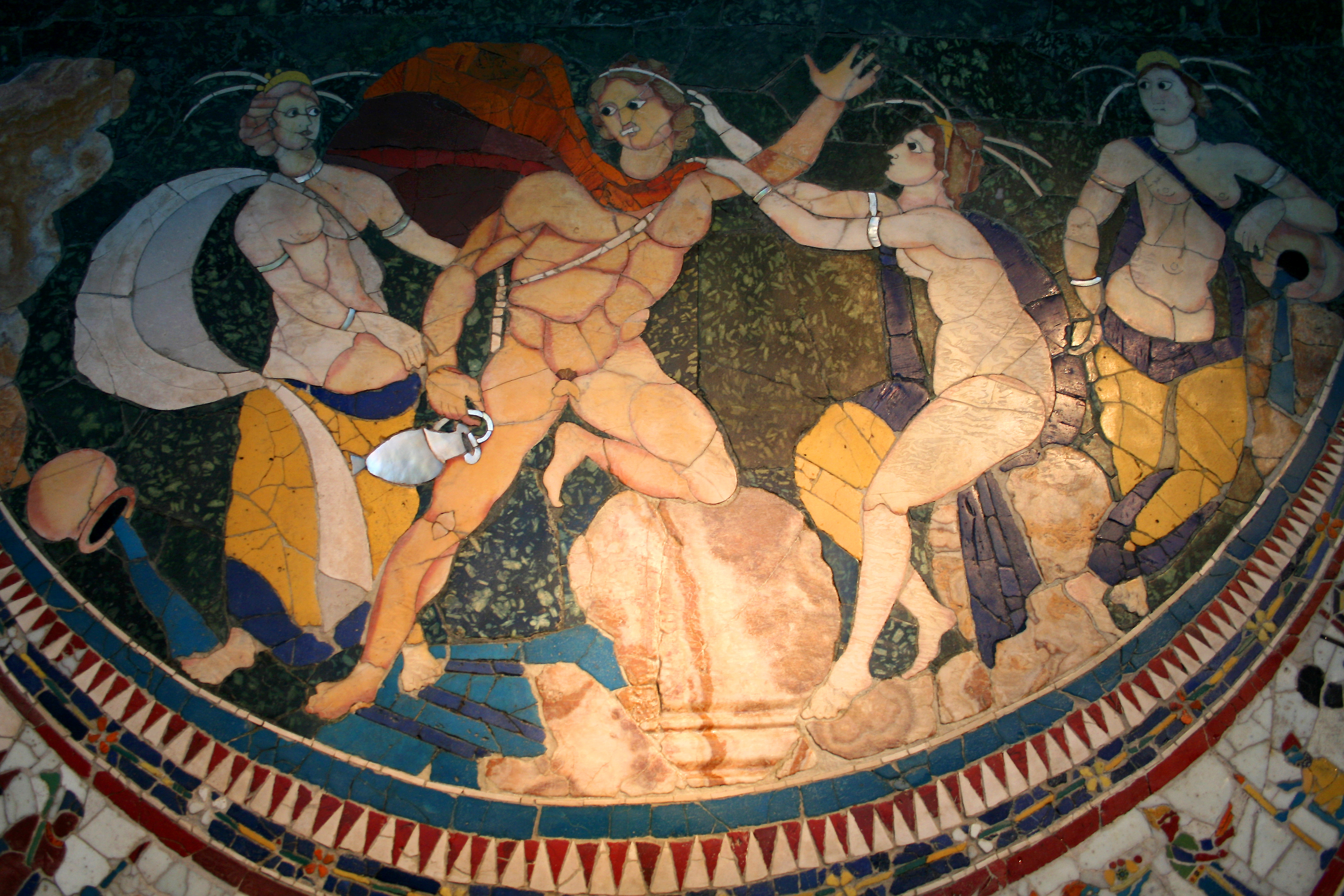
Romersk mosaik från 300-talet, Palazzo Massimo alle Terme.
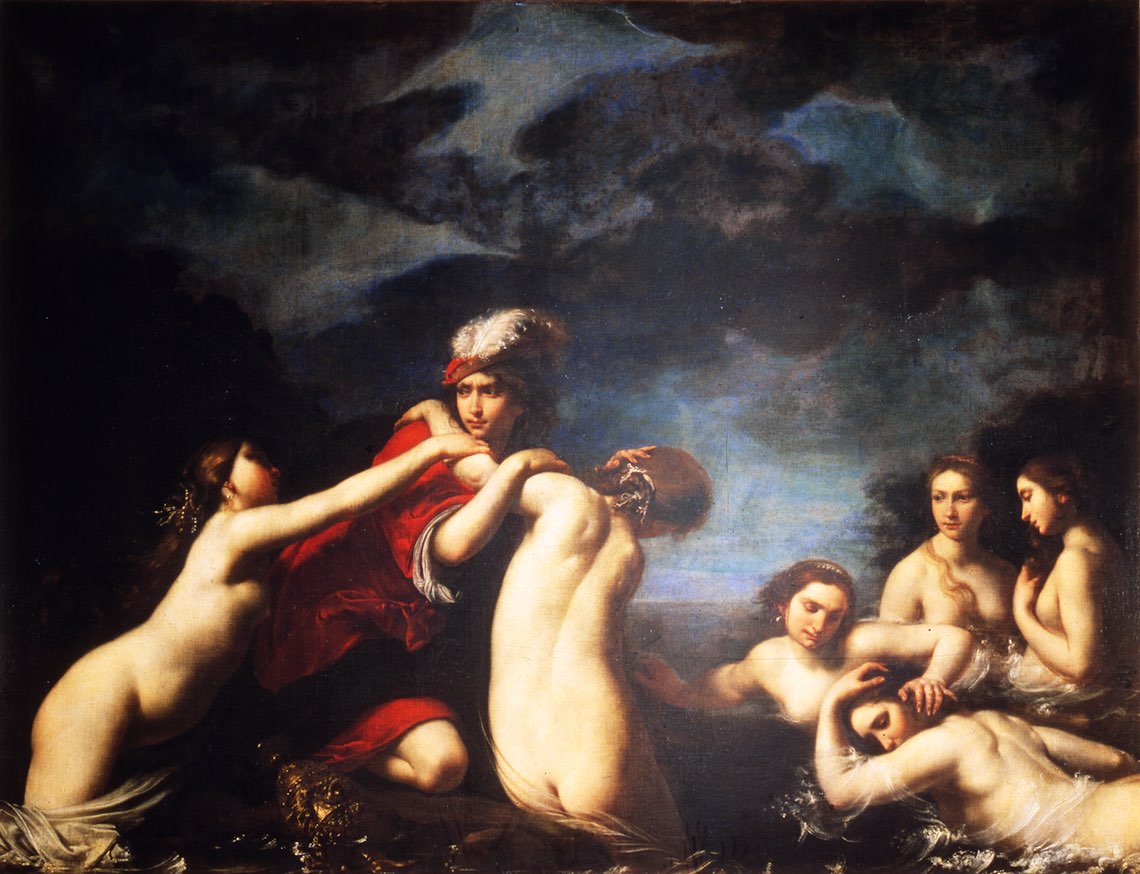
Francesco Furini (1630), Palazzo Pitti.
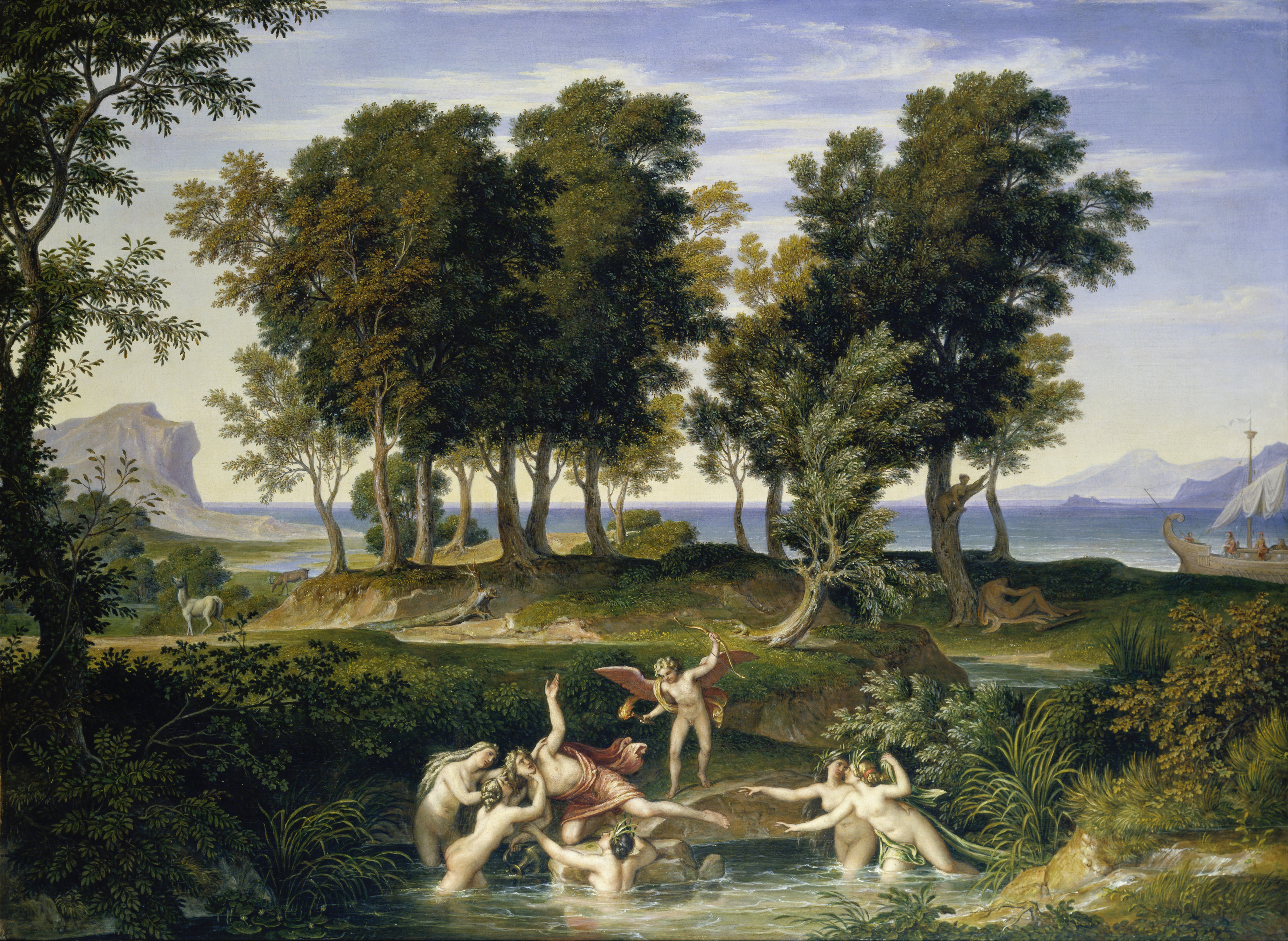
Joseph Anton Koch (1832), Städelsches Kunstinstitut.
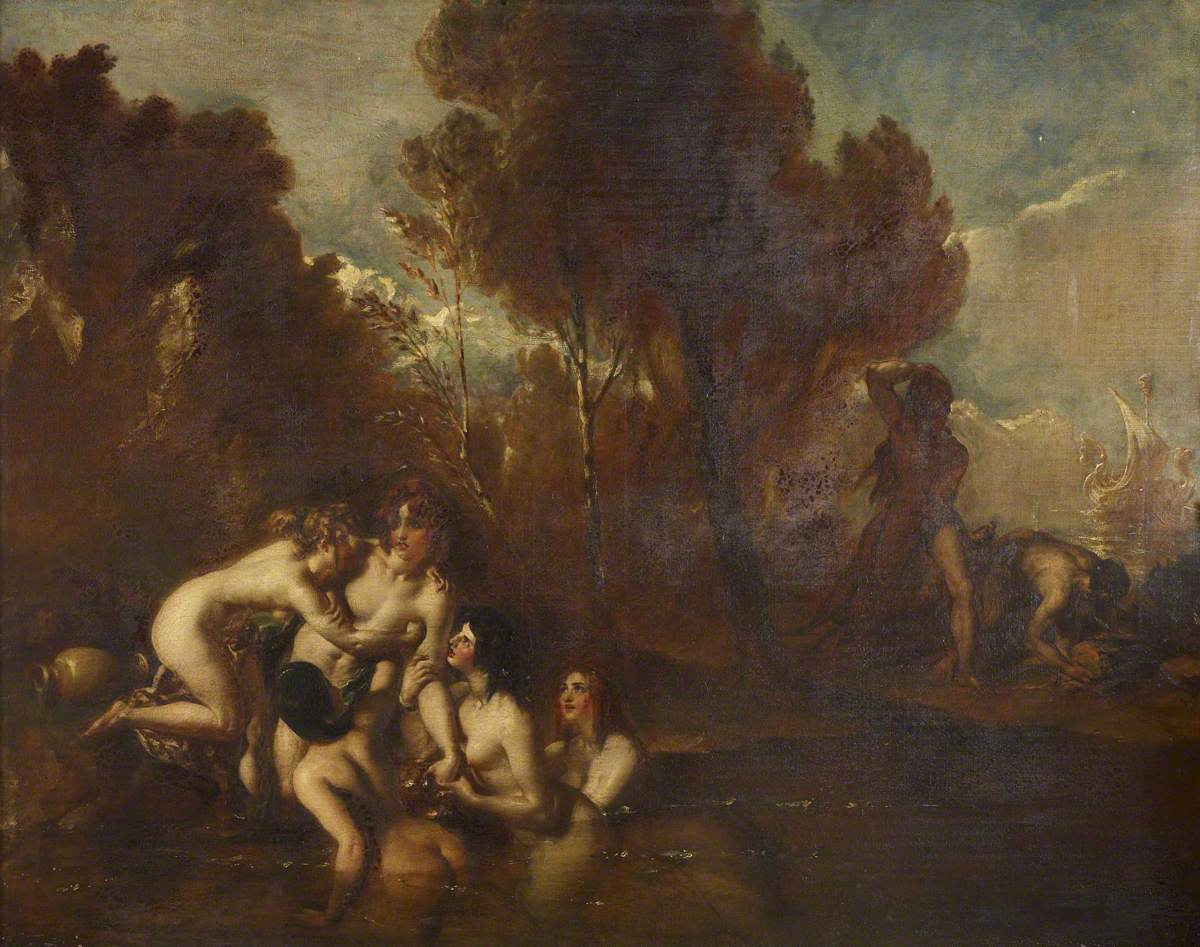
William Etty (cirka 1833), National Trust.
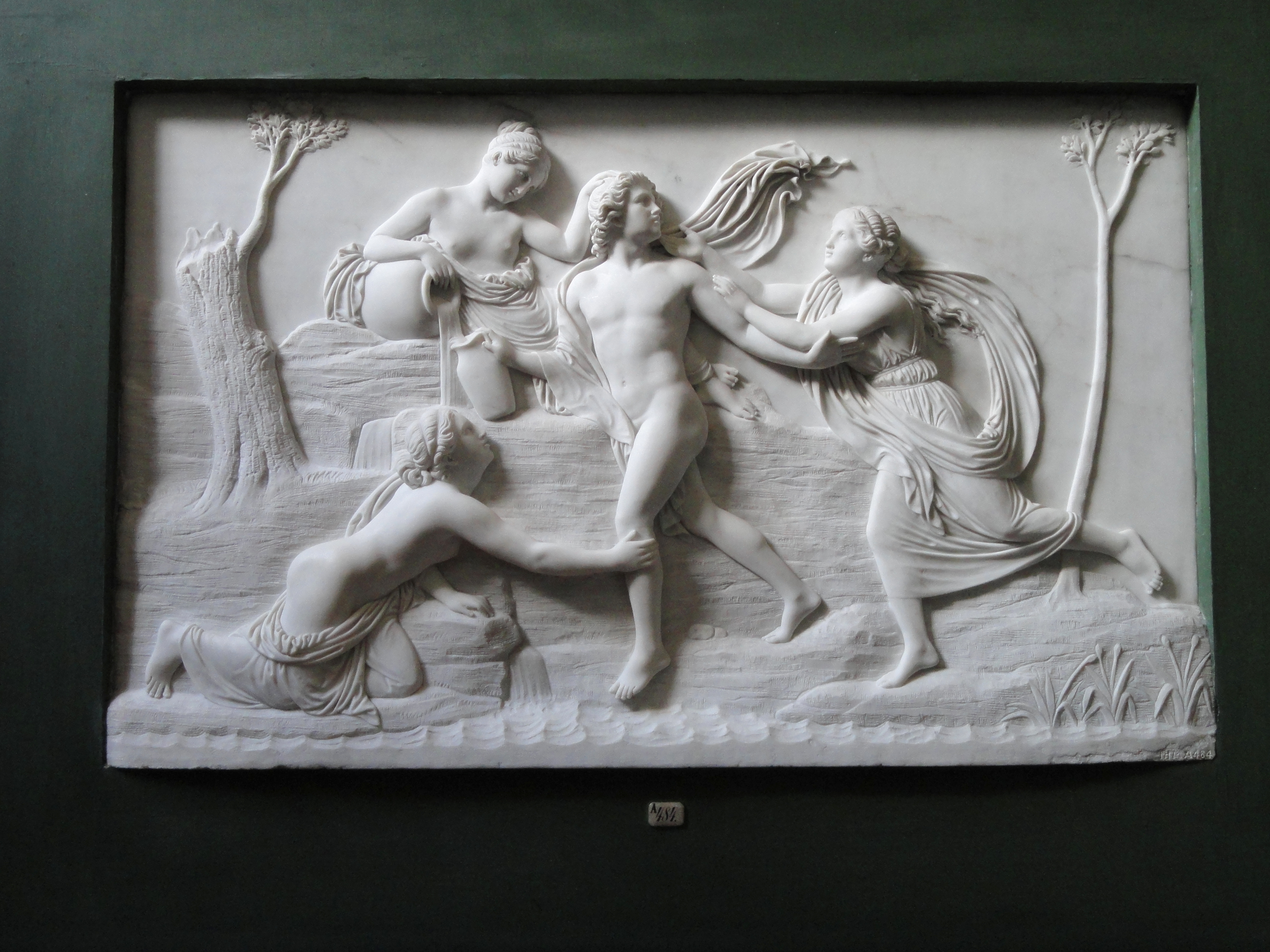
Relief av Bertel Thorvaldsen, Hylas och vattennymferna (1833), Thorvaldsens museum.
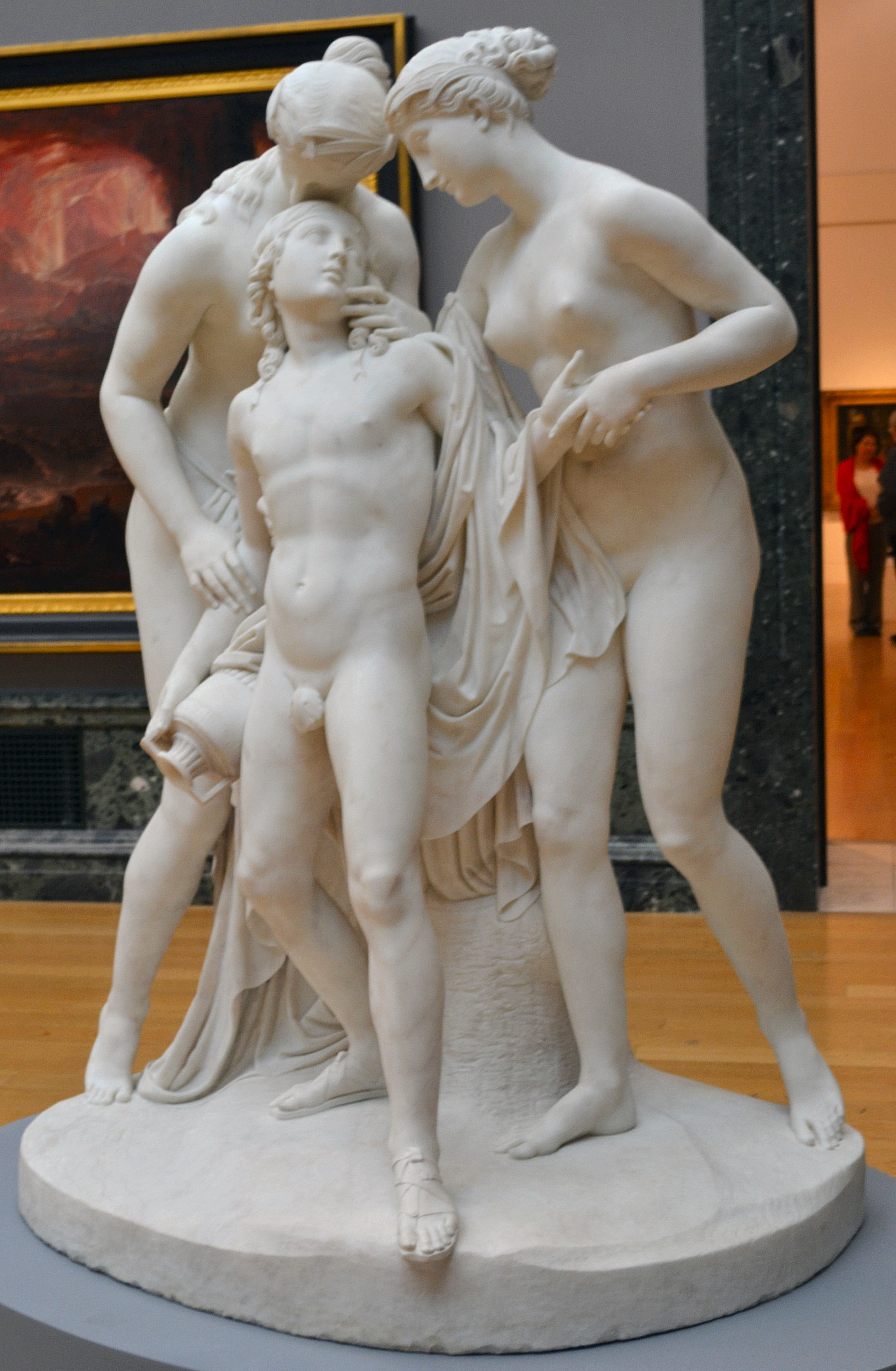
John Gibson, Hylas överraskad av nymferna (cirka 1827–1836), Tate Britain.
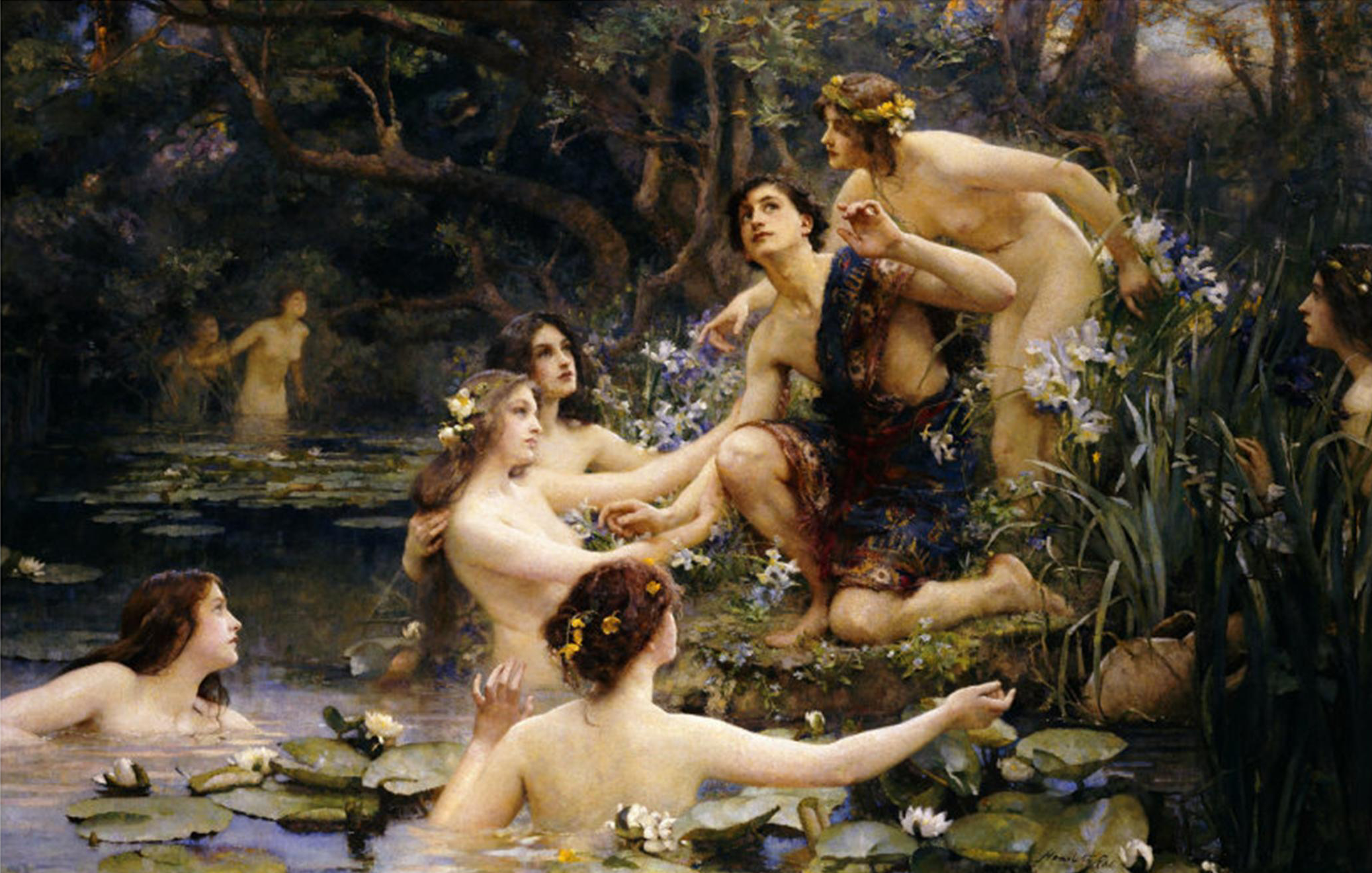
Henrietta Rae, Hylas och vattennymferna (1909).